# 费雷尔 (沃州)
费雷尔（法語：Ferreyres）是瑞士联邦西部法语区的沃州下设的一个镇。在行政上属于莫尔日区管辖。费雷尔的总面积为3.15平方公里。截至2010年底，总人口为294。